# The Band (Album)
The Band, auch als The Brown Album bekannt, ist das zweite Studioalbum der kanadischen Country-Rock-Gruppe The Band. Es erschien am 22. September 1969 auf dem Label Capitol Records. In den Billboard 200, den amerikanischen Albencharts, erreichte es Platz 9, in Großbritannien Platz 25. The Band bekam fast ausschließlich positive Kritiken und gilt heute als ein absoluter Klassiker der Rockmusik. So war es auch auf der 2003 vom Rolling Stone veröffentlichten Liste der 500 besten Alben aller Zeiten enthalten, auf der es Platz 45 einnahm.
The Band war das erste Album der Gruppe, auf dem Robbie Robertson als Songwriter klar in den Vordergrund tritt. Stilistisch betrachtet bedeutete es jedoch keine bedeutende Weiterentwicklung vom Vorgänger Music from Big Pink. The Band orientierten sich weiterhin an dem Rootsorientierten Country- und Folk-Rock, der schon ihr Debütalbum geprägt hatte.
Zwei Singles wurden von The Band ausgekoppelt. Am 29. September des Jahres erschien Up on Cripple Creek mit der B-Seite The Night They Drove Old Dixie Down. Die Single schaffte 1970 in den Billboard Hot 100 einen Platz 25. Rag Mama Rag erschien im Februar 1970. Der Song schaffte es in den Staaten zwar nur auf Platz 57, machte in den UK Top 40 jedoch überraschend einen Platz 16.

## Trackliste

### A-Seite
1. Across the Great Divide (Robbie Robertson) – 2:53
2. Rag Mama Rag (R. Robertson) – 3:04
3. The Night They Drove Old Dixie Down (R. Robertson) – 3:33
4. When You Awake (Richard Manuel/R. Robertson) – 3:13
5. Up on Cripple Creek (R. Robertson) – 4:34
6. Whispering Pines (R. Manuel/R. Robertson) – 3:58

### B-Seite
1. Jemima Surrender (Levon Helm/R. Robertson) – 3:31
2. Rockin’ Chair (R. Robertson) – 3:43
3. Look Out Cleveland (R. Robertson) – 3:09
4. Jawbone (R. Manuel/R. Robertson) – 4:20
5. The Unfaithful Servant (R. Robertson) – 4:17
6. King Harvest (Has Surely Come) (R. Robertson) – 3:39

### Wiederveröffentlichung
Am 29. August 2000 veröffentlichte Capitol das Album auf CD mit folgenden Bonustracks:
1. Get Up Jake (R. Robertson) – 2:17 (Outtake Stereo Mix)
2. Rag Mama Rag (R. Robertson) – 3:05 (Alternate Vocal Take - Rough Mix)
3. The Night They Drove Old Dixie Down (R. Robertson) – 4:16 (Alternate Mix)
4. Up on Cripple Creek (R. Robertson) – 4:51 (Alternate Take)
5. Whispering Pines (R. Manuel/R. Robertson) – 5:09 (Alternate Take)
6. Jemima Surrender (L. Helm/R. Robertson) – 3:48 (Alternate Take)
7. King Harvest (Has Surely Come) (R. Robertson) – 4:28 (Alternate Arrangement)

## DVD-Dokumentation
Bob Smeaton: The Band. In der Reihe: Classic Albums. Eagle Vision, 1997. 74 Minuten. – Mitwirkende: Rick Danko, Levon Helm, Garth Hudson, Robbie Robertson sowie Eric Clapton, George Harrison, Greil Marcus, John Simon u. a.